# Zabornia (powiat milicki)
Zabornia – dawna osada w Polsce, w województwie dolnośląskim, w powiecie milickim, w gminie Cieszków..
W latach 1975–1998 miejscowość administracyjnie należała do województwa wrocławskiego.
Nazwę zniesiono z 2023 r.